# Мала Фосня
Мала́ Фосня — село в Україні, в Коростенському районі Житомирської області. Входить до складу Овруцької міської громади. Населення становить 236 осіб.

## Історія
Село біля витоку річки Фосніци (певне Вільшанки) в Норинь, повіт Овруцький, Великофоснянська гміна. Парафія православна в Мошках, 8 верст від Овруча, 59 будинків, 364 мешканців, церква дерев'яна. В 1699 р. власність Яна Вороніча, підкомірного київського, у володінні у Стефана Должкевича (овруцького). В 1774 р. придбана від Ігната Вороніча Онуфрієм і Йозефом Бежинськими, а опісля Матушевичем і Дубовецьким.